# 光明圣母圣殿总主教座堂
光明圣母圣殿总主教座堂 (葡萄牙語：Catedral Basílica Menor Nossa Senhora da Luz；英语：Cathedral Basilica Minor of Our Lady of Light),又名库里蒂巴主教座堂,是天主教库里蒂巴总教区的主教座堂，位于巴西南部巴拉那州首府库里蒂巴旧城。
1668年，此处建造了一座木制小教堂，供奉光明圣母和耶稣。1693年，市议会在此成立，选出了第一个市政当局。几年后，原址上新建一座石头教堂，完成于1721年。这座教堂于1875-1880年拆除，在1876-1893年间兴建了目前的教堂。1993年，该堂升格为宗座圣殿。

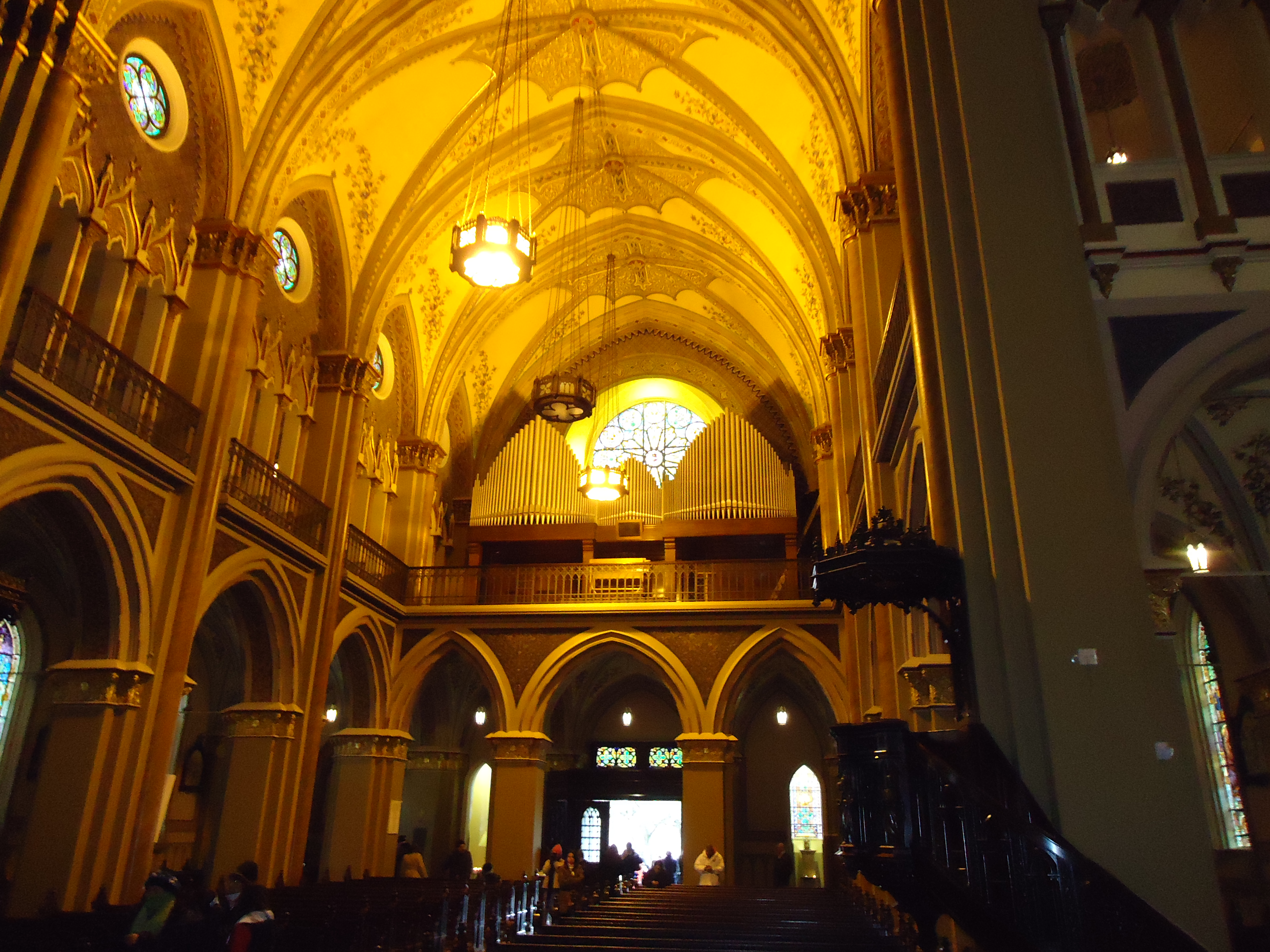
内景